# Carlo Petri
Carlo Petri (Pieve San Paolo, 17 marzo 1823 – Lucca, 17 gennaio 1905) è stato un politico italiano.

## Biografia
Laureatosi in legge a Pisa, fu affascinato anche dallo studio delle lingue come il greco, il latino, l’ebraico, l’arabo ed altre lingue moderne. 
Fu presidente del Foro lucchese, succedendo al celebre penalista Francesco Carrara.
Nel 1861 divenne il primo sindaco del comune di Capannori e mantenne l'incarico per 15 anni.
Il 14 giugno 1886 fu nominato senatore del Regno d'Italia nella XVI legislatura.
Alla sua morte, il Comune di Lucca gli riservò l’onore della sepoltura nel famedio cittadino dove ancora si trova il suo ritratto in marmo accanto a Salvatore Bongi e Francesco Carrara.